# Tharangambadi

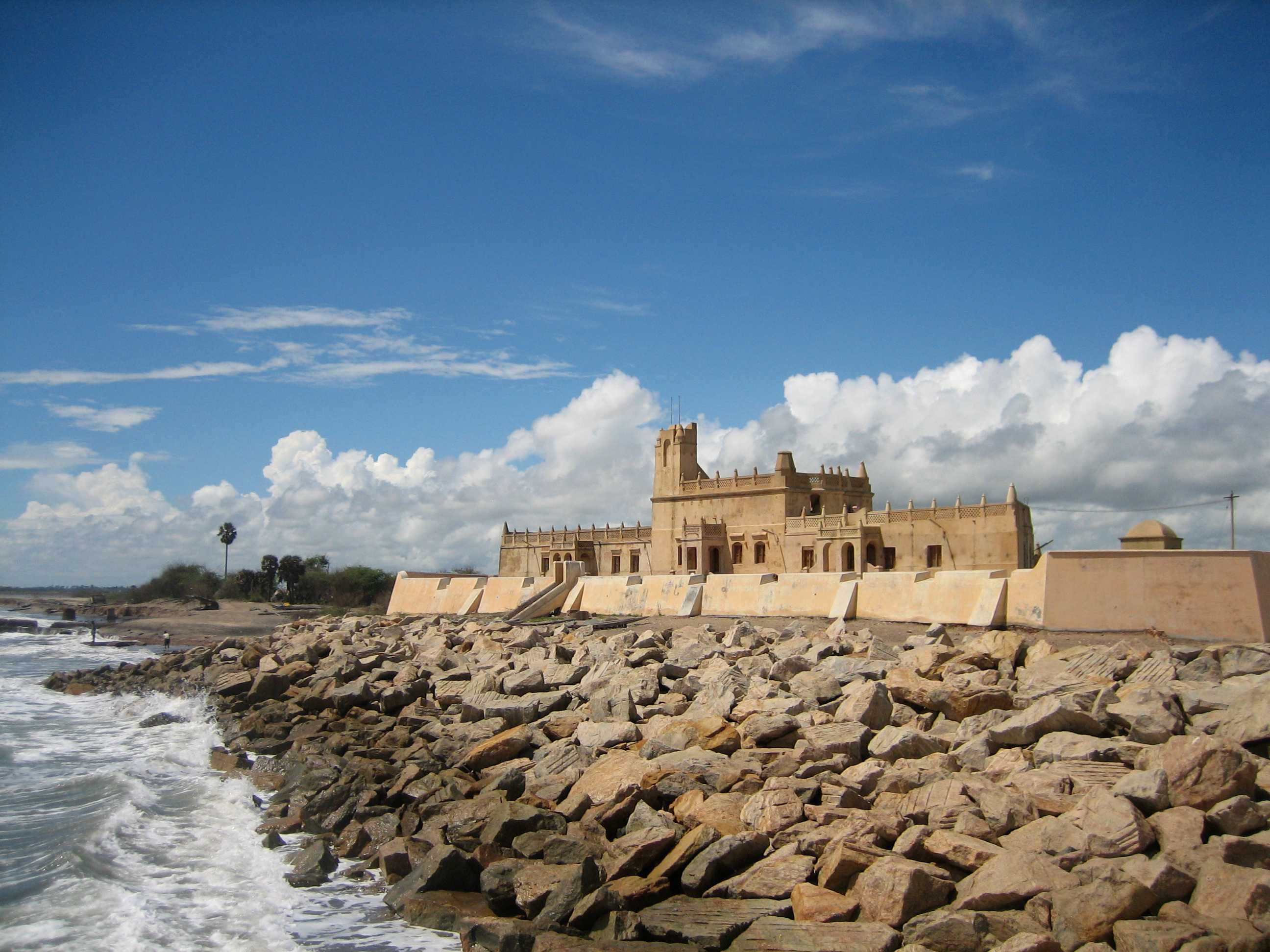
Fort Dansborg, vid Tharangambadis kust.

Tharangambadi (tamil: தரங்கம்பாடி, äldre namn Tranquebar) är en hamnstad i den indiska delstaten Tamil Nadu, och tillhör distriktet Nagapattinam. Folkmängden uppgick till 23 191 invånare vid folkräkningen 2011. Staden är belägen vid en av floden Cauverys mynningsarmar på koromandelkusten.

## Kolonitiden
Den skånske adelsmannen Ove Gjedde till Tomarp utanför Kvidinge i nordvästra Skåne grundade staden Trankebar (Tranquebar) för sin kung Kristian IV:s räkning år 1620, och byggde fortet Dansborg.
Staden anlades på ett från rajan av Tanjore köpt område, och blev  huvudort i de danska besittningarna i Indien tills de såldes till Brittiska Ostindiska Kompaniet för 20 000 brittiska pund år 1845. Den tillhörde under brittisk tid presidentskapet Madras. 
Under den danska tiden var staden en livlig hamnstad med omkring 3 000 invånare som skyddades av det stora fortet, Danmarks näst största efter Kronborg.

## Mission

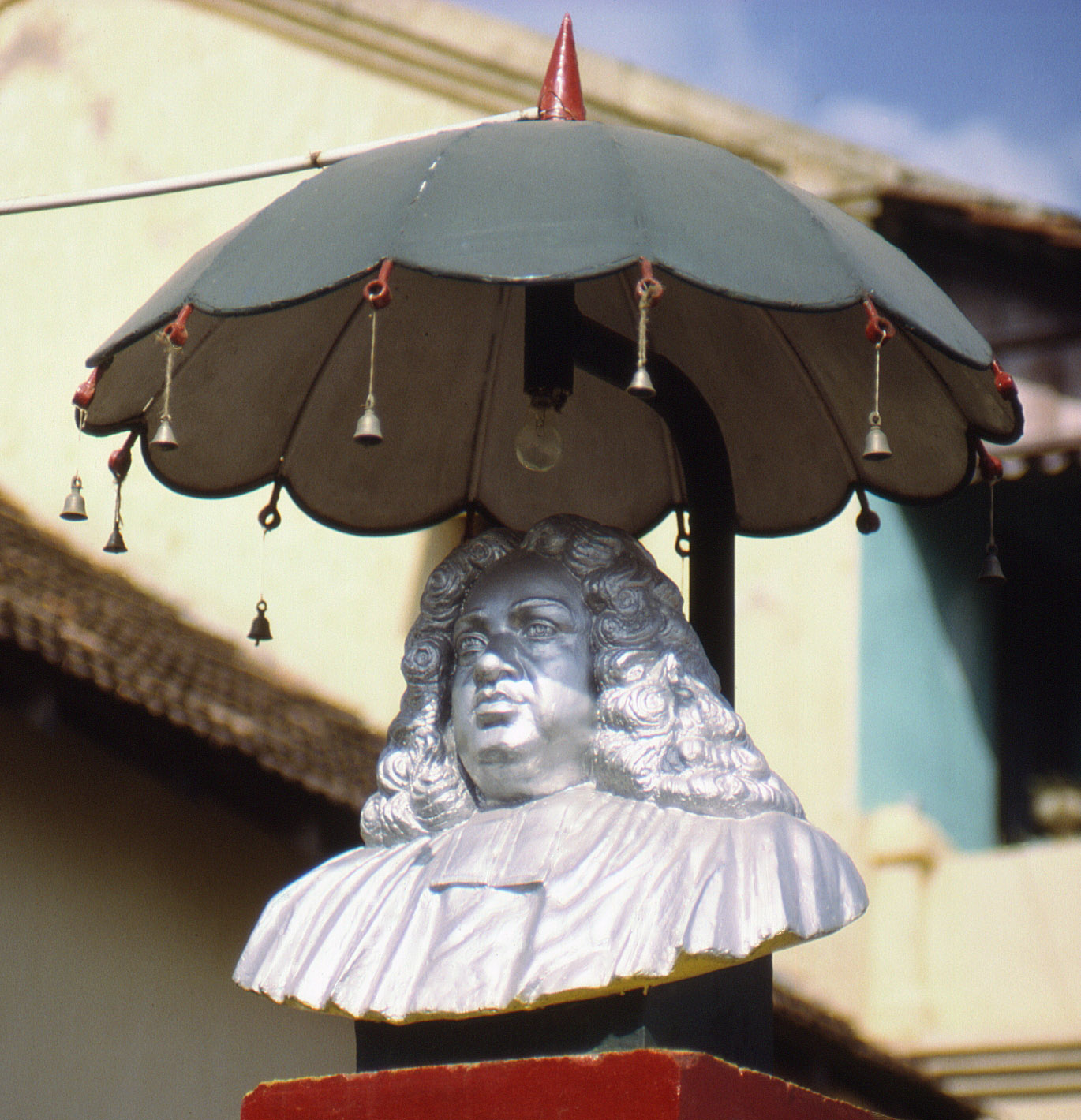
Byst av Bartholomäus Ziegenbalg.

År 1705 upprättade Bartholomäus Ziegenbalg (1683-1719) och Heinrich Plütschau (1677-1747)  den första protestantiska missionsstationen utanför Europa och Nordamerika i Tranquebar. Biskopen i den evangelisk-lutherska tamilkyrkan (Thamil Suvesesha Lutheran Thiruchabai) i Tamil Nadu, som bildades 1919 efter mission från Svenska kyrkan och den lutherska Leipzigmissionen i Tyskland, har titeln Biskop av Tranquebar.

## Modern tid
Än idag finns spår av 
Danska Ostindiska Kompaniets verksamhet i stadens gamla kvarter. Stadsporten finns kvar, guvernörsbostaden har renoverats och det finns gatskyltar på danska. Fortet är numera museum. 
Staden drabbades av tsunamin år 2004 och erhöll en del av hjälpen ifrån Danmark.